# Георг Фридрих (Золмс-Зоненвалде)
Георг Фридрих фон Золмс-Зоненвалде (на немски: Georg Friedrich zu Solms-Sonnenwalde; * 26 септември 1626 в Хомбург; † 26 юли 1688 в Зоненвалде) е граф на Золмс-Зоненвалде и от 1653 г. на 5/6 от Рьоделхайм.
Той е син на граф Хайнрих Вилхелм фон Золмс-Зоненвалде (1583 – 1632) и втората му съпруга графиня Мария Магдалена фон Йотинген-Йотинген (1600 – 1636). Внук е на граф Йохан Георг I фон Золмс-Лаубах (1546 – 1600) и съпругата му Маргарета фон Шьонбург-Глаухау (1554 – 1606).

## Фамилия
Георг Фридрих се жени на 20 май 1648 г. за графиня Пракседис фон Хоенлое-Пфеделбах (* 11 март 1627 в Пфеделбах, † 17 април 1663 в Зоненвалде), дъщеря на граф Лудвиг Еберхард фон Хоенлое-Валденбург-Пфеделбах (1590 – 1650) и Доротея фон Ербах (1593 – 1643), дъщеря на граф Георг III фон Ербах.
Георг Фридрих се жени втори път на 20 септември 1664 г. в Баленщет за принцеса Анна София фон Анхалт-Бернбург (* 13 септември 1640 в Бернбург; † 25 април 1704 в Зоненвалде), дъщеря на княз Кристиан II фон Анхалт-Бернбург и принцеса Елеонора София фон Шлезвиг-Холщайн-Зондербург.
Георг Фридрих има 14 деца:
с първата си съпруга Пракседис фон Хоенлое-Пфеделбах:
- Вилхелм Лудвиг (1649 – 1669)
- син († 1650)
- Йохан Георг (1653 – 1679)
- Ото Хайнрих (1654 – 1711) граф на Золмс-Зоненвалде, цу Алт-Поух и Рьоза, женен на 18 декември 1688 г. за Шарлота София фон Крозигк (1664 – 1706), наследничка на Ной-Рьоза
- Йоахим Фридрих (1651 – 1651)
- Шарлота София (1656 – 1657)
- Георг Фридрих (1658 – 1659)
- Ердмута Готлиба (1659 – 1666)
- Луиза Пракседис (1660 – 1662)

с втората си съпруга Анна София фон Анхалт-Бернбург:
- Фридерика Христиана (1665 – 1666)
- Карл Готлиб (1666 – 1669)
- Хайнрих Вилхелм II (1668 – 1718), граф на Золмс-Зоненвалде цу Хилмерсдорф и Прозмарк, женен на 13 декември 1691 за фрайин Йохана Маргарета фон Фризия (1671 – 1694)
- София Албертина фон Золмс-Зоненвалде (1672 – 1708), омъжена на 25 юни 1692 г. в Бернбург за братовчед ѝ княз Карл Фридрих фон Анхалт-Бернбург (1668 – 1721)